# Alksnynė
Alksnynė (deutsch Erlenhorst) ist ein Einzelgehöft auf der Kurischen Nehrung in Litauen.

## Lage
Das Gehöft liegt im nördlichen Teil der litauischen Seite der Nehrung und gehört zur Gemeinde Neringa. Die Stadt Klaipėda (Memel) liegt neun Kilometer nordöstlich und ist über die durch Alksnynė führende Regionalstraße KK 167 zu erreichen.

## Geschichte
Das frühere Erlenhorst geht in seiner Gründung auf die Jahre zwischen 1898 und 1907 zurück und liegt am Ufer zum Kurischen Haff. Damals gehörte der Wohnplatz mit seiner Dünenaufsichtsstation zum Kreis Memel in der preußischen Provinz Ostpreußen, von 1923 bis 1939 dann zum Memelland.

## Dorfstruktur
In Alksnynė leben nur einige Familien. Früher war an dieser Stelle die Alsminsbucht des Kurischen Haffs. Anlässlich der Vertiefung der Schifffahrtsstraße wurde diese Bucht mit dem ausgehobenen Grund zugeschüttet. Während der Bepflanzung der Dünen am Ende des 19. Jahrhunderts wurde hier das Gehöft des Dünenaufsehers gebaut und erhielt den Namen Alksnynas (Erlenhorst).
In dieser Siedlung befindet sich heute der Kontrollpunkt, an dem die Gebühr für die Einreise auf das Gelände des Nationalparks Kurische Nehrung erhoben wird.

## Religion
Kirchlich waren die bis 1945 überwiegend evangelischen Einwohner Erlenhorsts in das Kirchspiel Memel-Land in der Kirchenprovinz Ostpreußen der Kirche der Altpreußischen Union eingegliedert. Der Bezug nach Klaipėda besteht auch heute bei Zugehörigkeit zur Evangelisch-lutherischen Kirche in Litauen.